# Tephrosia bibracteolata
Tephrosia bibracteolata là một loài thực vật có hoa trong họ Đậu. Loài này được (Dumaz-le-Grand) Du Puy & Labat miêu tả khoa học đầu tiên.